# Landgoed Melaten
Landgoed Melaten (Duits: Gut Melaten) is een landgoed in de Duitse stad Aken, gelegen in het Rabental in het stadsdeel Laurensberg. De huidige boerenhofstede heeft een middeleeuwse voorganger, een leprozerie. Tot 1550 fungeerde dit gebouw als quarantaineplaats voor de Akense melaatsen (leprapatiënten). Het omvatte onder andere een leprozenkapel en een begraafplaats.
Het landgoed is sinds 1966 in bezit van de Rheinisch-Westfälische Technische Hochschule (RWTH Aken). In de jaren daarna verrees op de omliggende terreinen het universiteitsziekenhuis Klinikum (Melaten-Zuid) en de hightech campus Melaten (Melaten-Noord). Rondom de hoeve is een botanische tuin en een complex met proeftuinen aangelegd. De hoeve zelf en de ruïne van de leprozenkapel vormen een cultuurmonument (Ortsfestes Denkmal). De site is tevens een archeologisch monument, vanwege de opgraving van het voormalige leprozenkerkhof.

## Geschiedenis

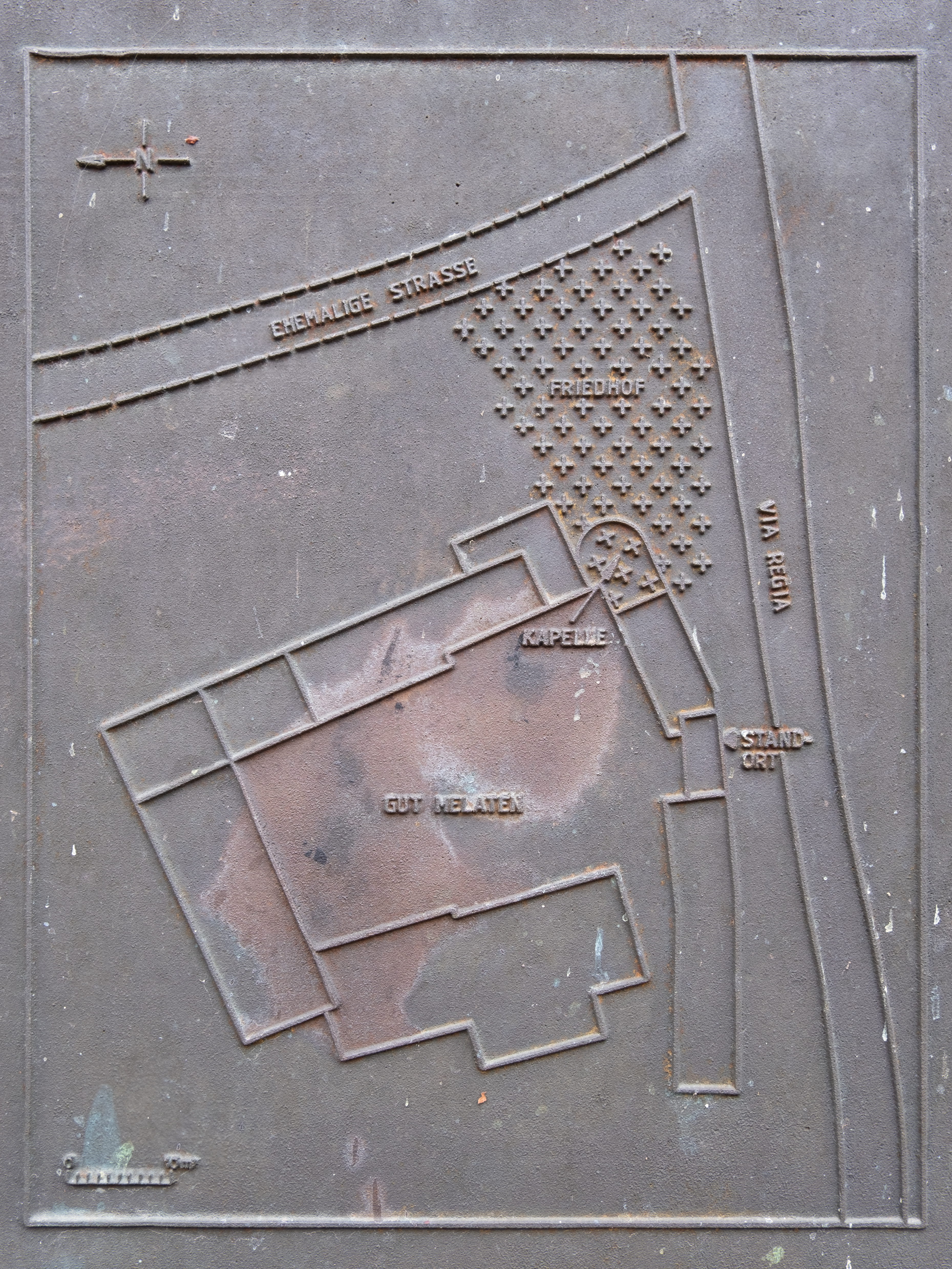
Plaquette met plattegrond leprozerie en begraafplaats

### Leprozerie
In de middeleeuwen werden zieken vaak beschouwd als levende doden (Latijn: tamquam mortuus; "alsof dood"). Ze werden uitgesloten van de maatschappij – vaak met een afscheidsceremonie die sterke gelijkenis vertoonde met een begrafenisliturgie – en gedwongen om voor zichzelf te zorgen. Door de sterk toegenomen bevolking in de steden en gestimuleerd door de beslissingen (Canon 23) van het Derde Lateraans Concilie van 1179, werd gepleit voor de oprichting van leprozerieën als quarantaineplaatsen met zorgfaciliteiten voor lijders aan besmettelijke ziekten. Dit betekende een breuk met de eerdere praktijk van volledige uitsluiting. Ook in het Rijnland werden buiten de grotere steden leprozerieën gebouwd. De Akense leprozerie lag aan de Oude Akerweg tussen Aken en Maastricht, onderdeel van de Via Regia, een belangrijke Europese handelsweg. Ze lag midden in het veld, circa 2 km ten oosten van de Königstor, de omstreeks 1300 gebouwde stadspoort aan de Via Regia. De eerste inkwartiering van melaatsen is gedocumenteerd op 10 mei 1230, terwijl de leprozerie zelf in 1242 wordt genoemd als "het huis van de melaatsen gelegen buiten de stad". Meestal werd de leprozerie aangeduid als Aachener Aussätzigenhaus.

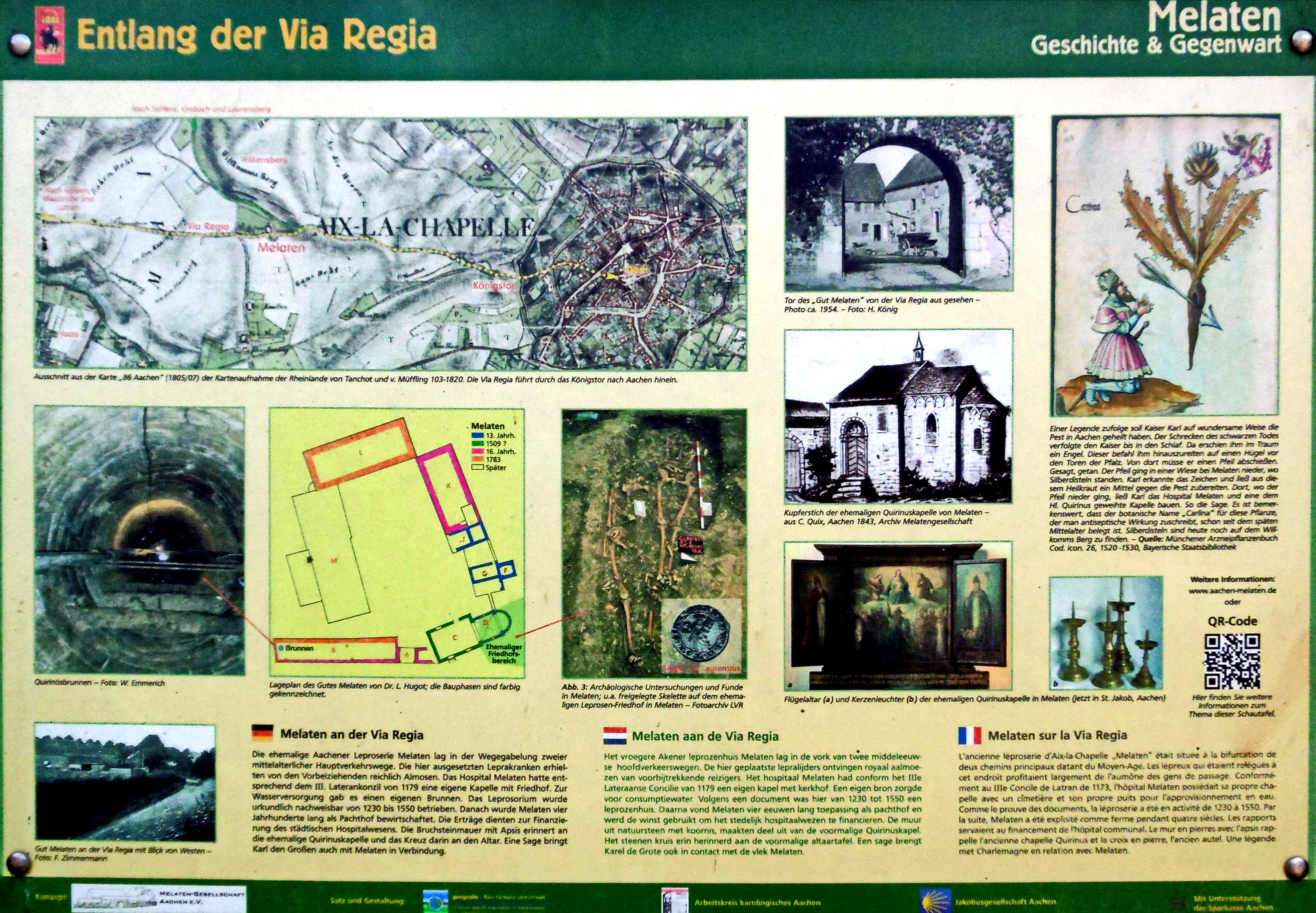
Informatiebord bij Melaten met o.a. bouwfasen van het complex en tekening kapel

Volgens de conciliebesluiten moest elke leprozerie een eigen kapel en begraafplaats hebben. Dit kon alleen in grotere en rijkere steden, zoals in Aken, waar het domkapittel de initiatiefnemer was. Vanaf 1509 was het Blasius-Spital eigenaar van de leprozerie. De financieel gezonde situatie van het middeleeuwse Melaten wordt bevestigd door het gebruik van een eigen zegel, waardoor de instelling zelfstandig juridische transacties kon uitvoeren. De leprozerie behoorde kerkelijk tot het bisdom Luik, vandaar de oude Latijnse benaming: Leprosorum Aquensis Leodiensis Diocesis. Het toezicht werd uitgeoefend door de aartsdiaken van Haspengouw en later door de armenzorg van Aken. De belangrijkste taken waren de verzorging en religieuze ondersteuning van de zieken.
De melaatsen en andere zieken woonden in eenvoudige houten barakken rondom de kapel, die gewijd was aan Sint-Quirinus, en verdienden hun brood met landbouwwerk en met bedelen langs de drukke weg. Na de dood van een bewoner werd de barak waarin hij of zij had gewoond afgebroken en werden de stoffelijke resten begraven op de begraafplaats bij de Sint-Quirinuskapel. Archeologische opgravingen in de jaren 1969-1973 hebben aangetoond dat begrafenissen plaatsvonden in west-oost richting, conform de gewoonte van die tijd. Het hoofd was naar het westen gericht en de voeten naar het oosten, zodat het gezicht van de overledene naar het oosten was gericht (waar de wederopstanding zou beginnen).

### Herbestemming vanaf 1550
Vermoedelijk bleef het landgoed Melaten na 1550 nog enige in gebruik als hospitaal, voordat het uiteindelijk volledig als pachthoeve voor de landbouw werd gebruikt. In 1557 worden voor het eerst pachters bij naam genoemd: Nelles Ortmann en zijn vrouw Anna beheerden in die tijd de hoeve. In 1703 werden op het landgoed acht paarden, zeven koeien en één os geregistreerd. De laatste geregistreerde begrafenis op het landgoed Melaten vond plaats in 1787. In 1895 besloot de gemeenteraad van Laurensberg de vervallen Melatenkapel te slopen. Op de plaats van het voormalige altaar werd in 1897 een stenen kruis opgericht. In de jaren 1950 werd de boerderij beheerd door een zekere Kappertz.
In 1966 kocht de RWTH Aken het landgoed. Van 1971 tot 1985 verrees op het terrein ten zuiden van de boerderij het academisch ziekenhuis Klinikum Aachen. Op de terreinen ten noorden van het landgoed ontwikkelde de universiteit vanaf de jaren 1980 de Campus Melaten, waar zich een groot aantal RWTH-instituten heeft gevestigd, alsmede diverse hightech start-ups. Rondom de historische pachthoeve werd in de jaren 1990 de nieuwe botanische tuin van de RWTH ingericht.

### Opgravingen (1969-73, 1988-89)
Tussen 1969 en 1973 werden archeologische opgravingen uitgevoerd door Egon Schmitz-Cliever en de Deense arts Vilhelm Møller-Christensen. De opgravingen bevestigden de oorspronkelijke functie van het landgoed Melaten als leprozerie. De opgravingen leverden het bewijs voor het gebruik van houten kisten tijdens begrafenissen. Vanwege het hoge kalkgehalte van de bodem waren voorwerpen van organische oorsprong (hout, textiel) nauwelijks te vinden, maar er werden wel ijzeren spijkers gevonden die getuigden van begrafenisgebruiken. De opgravingsvondsten van Schmitz-Cliever, waaronder enkele skeletten, maken nog steeds deel uit van de medisch-historische collectie van het Institut für Geschichte, Theorie und Ethik der Medizin van het academisch ziekenhuis van Aken.
In 1988 en 1989 vonden opnieuw opgravingen plaats, uitgevoerd door het LVR-Amt für Bodendenkmalpflege in samenwerking met het academisch ziekenhuis. Hierbij werden 138 menselijke skeletten en andere botten gevonden. Er werden ook graven aangetroffen die erop wezen dat hier geëxecuteerden begraven werden, personen die terechtgesteld waren op de nabijgelegen Galgenberg. De verschillende lichaamshoudingen waren hiervan een indicatie. Om de lijken te ontsmetten werd gebruik gemaakt van Vijlenkalksteen, een kalksteenmergel afkomstig uit het naburige dorp Vijlen. In totaal werden er tussen de 250 en 300 mensen op de begraafplaats Melaten begraven.
De in 2008 opgerichte Melaten-Gesellschaft Aachen e.V. zet zich in voor het behoud en de instandhouding van het architectonische en archeologische monument Melaten en de natuurlijke omgeving.

## Gebouwen; overig erfgoed

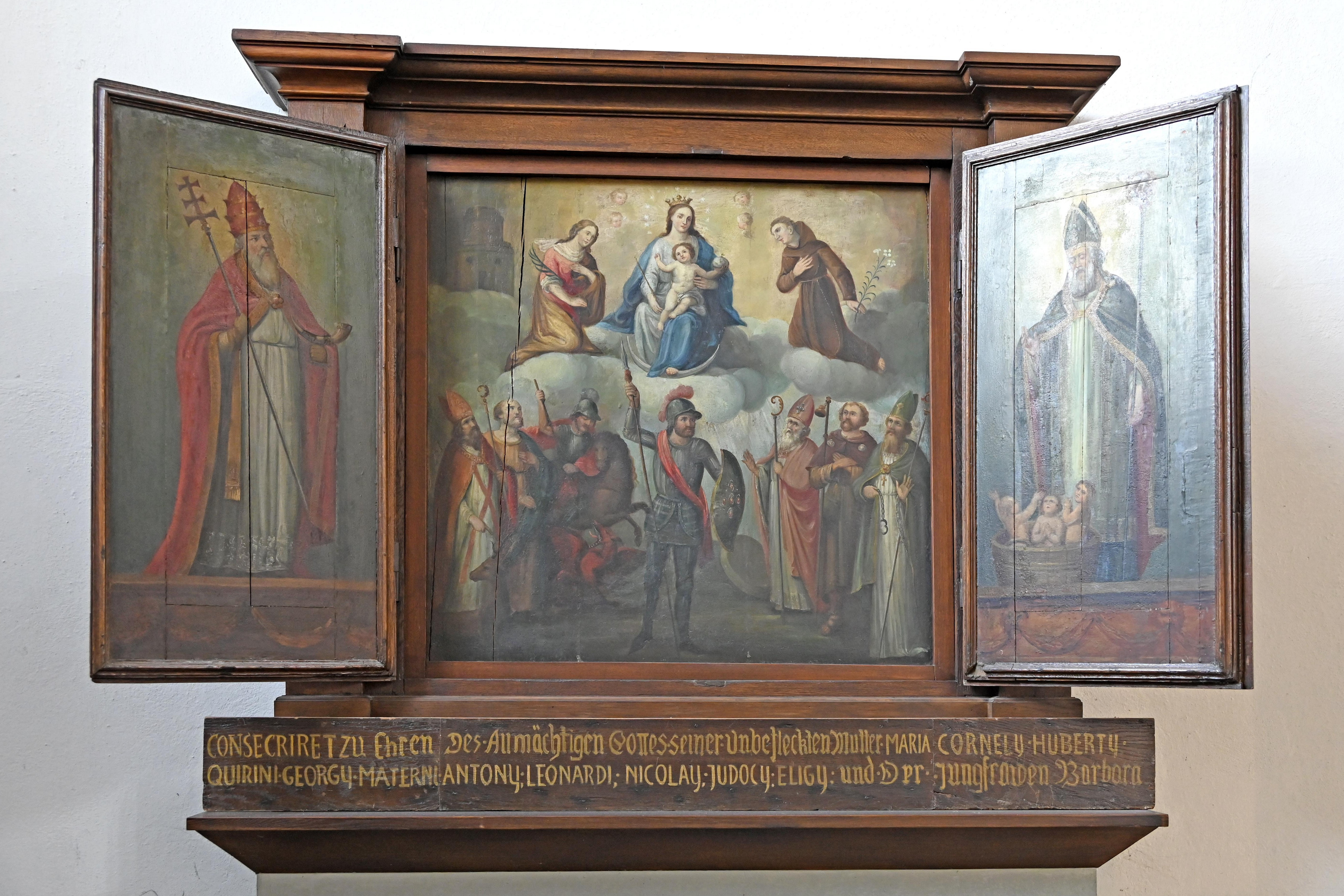
"Allerheiligenaltaar" uit de leprozenkapel, thans in de Sint-Jacobskerk in Aken

Het landgoed Melaten ligt in het Rabental, het dal van de beek Dorbach, feitelijk het verlengde van het Wildbachtal. Het belang van de ligging aan de Schneebergweg, voorheen onderdeel van de Oude Akerweg / Via Regia, is hierboven toegelicht. Het weggedeelte van de Schneebergweg bij Melaten is verkeersluw ingericht en geplaveid met kasseien.
De hofstede is gebouwd als een vierkantshoeve rondom een binnenplaats. Het gebouwencomplex dateert uit verschillende perioden, waarbij verschillende materialen werden gebruikt, waaronder veldbrandsteen, natuursteen en moderne baksteen. Het woonhuis behoort tot de oudste delen en dateert uit de 13e-16e eeuw. In een van de bijgebouwen is een drinkfontein aanwezig, die gevoed wordt door de Quirinusbron. De 18e-eeuwse schuur in het noordelijke deel is eind 20e eeuw gemoderniseerd en ingericht als evenementenlocatie.
Een belangrijk historisch relict is de ruïne van de apsis van de voormalige Sint-Quirinuskapel. Deze leprozenkapel dateert mogelijk uit omstreeks 1500, maar werd eind 19e eeuw wegens bouwvalligheid gesloopt. Later werd een deel van de apsis herbouwd op de oorspronkelijke fundamenten. Op de plaats van het altaar staat een stenen kruis op een voetstuk, dat kort na de sloop werd opgericht. Op de voormalige begraafplaats ten oosten van de kapel staat eveneens een kruis, in 2011 opgericht ter nagedachtenis aan de begravenen.

In de Akense Sint-Jacobskerk bevindt zich een beschilderd altaarretabel afkomstig uit de voormalige leprozenkapel. Daarop is de heilige Quirinus centraal afgebeeld, te midden van Maria met Kind en diverse heiligen. De Sint-Jacobskerk is tevens in het bezit van een viertal koperen kandelaars, eveneens afkomstig uit de Melatenkapel.

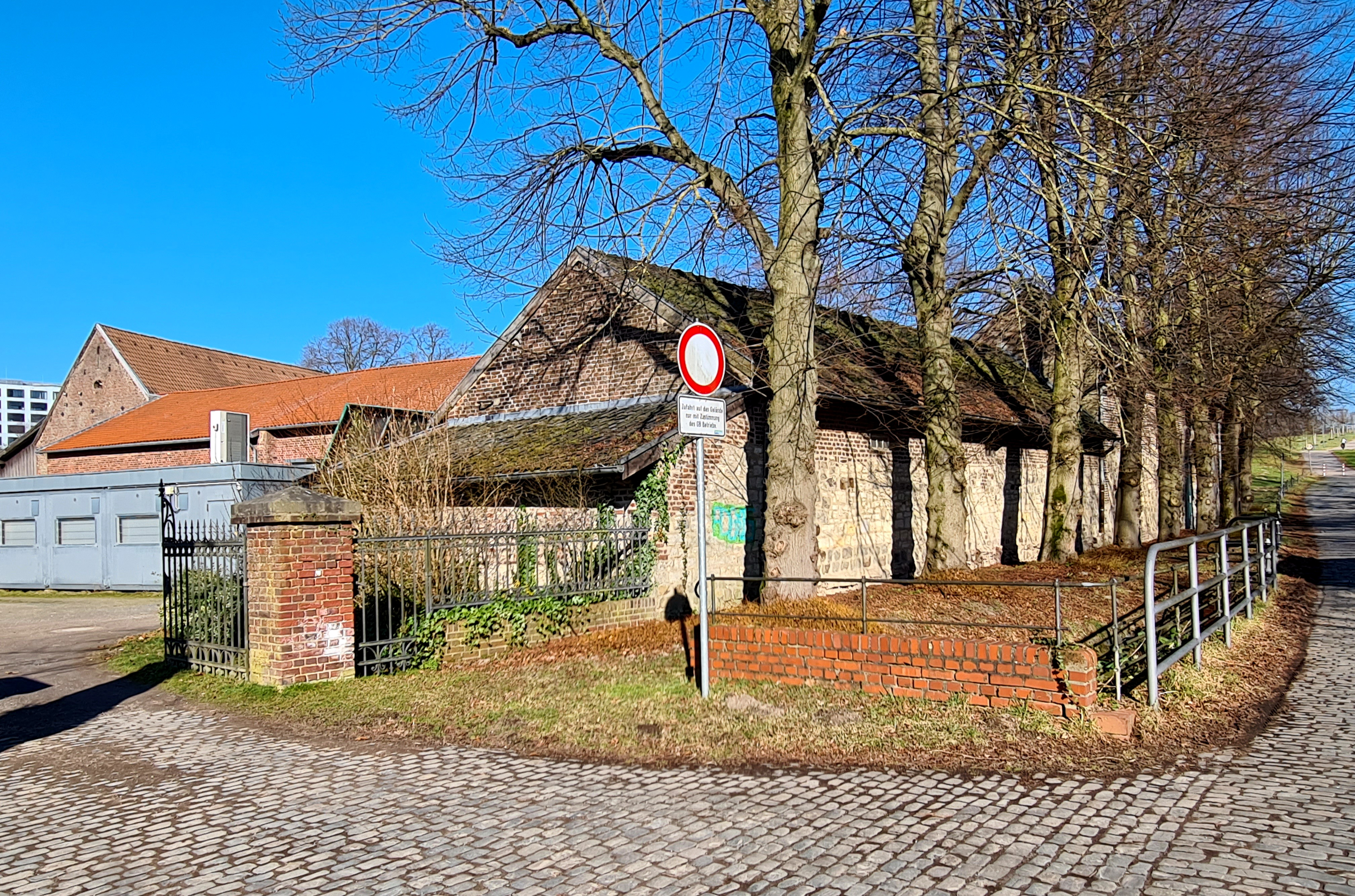
Overzicht vanuit het zuidoosten
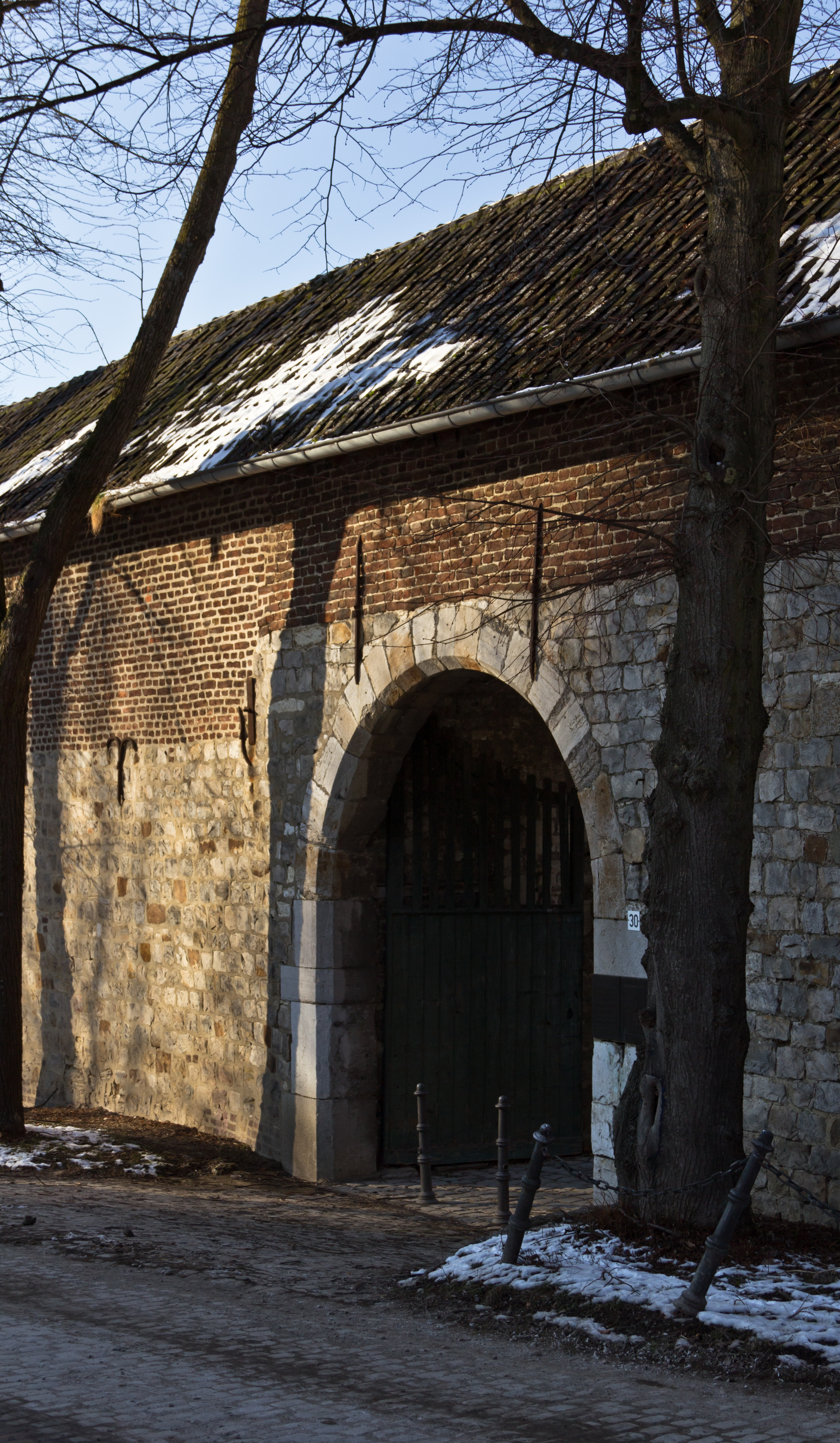
Poort
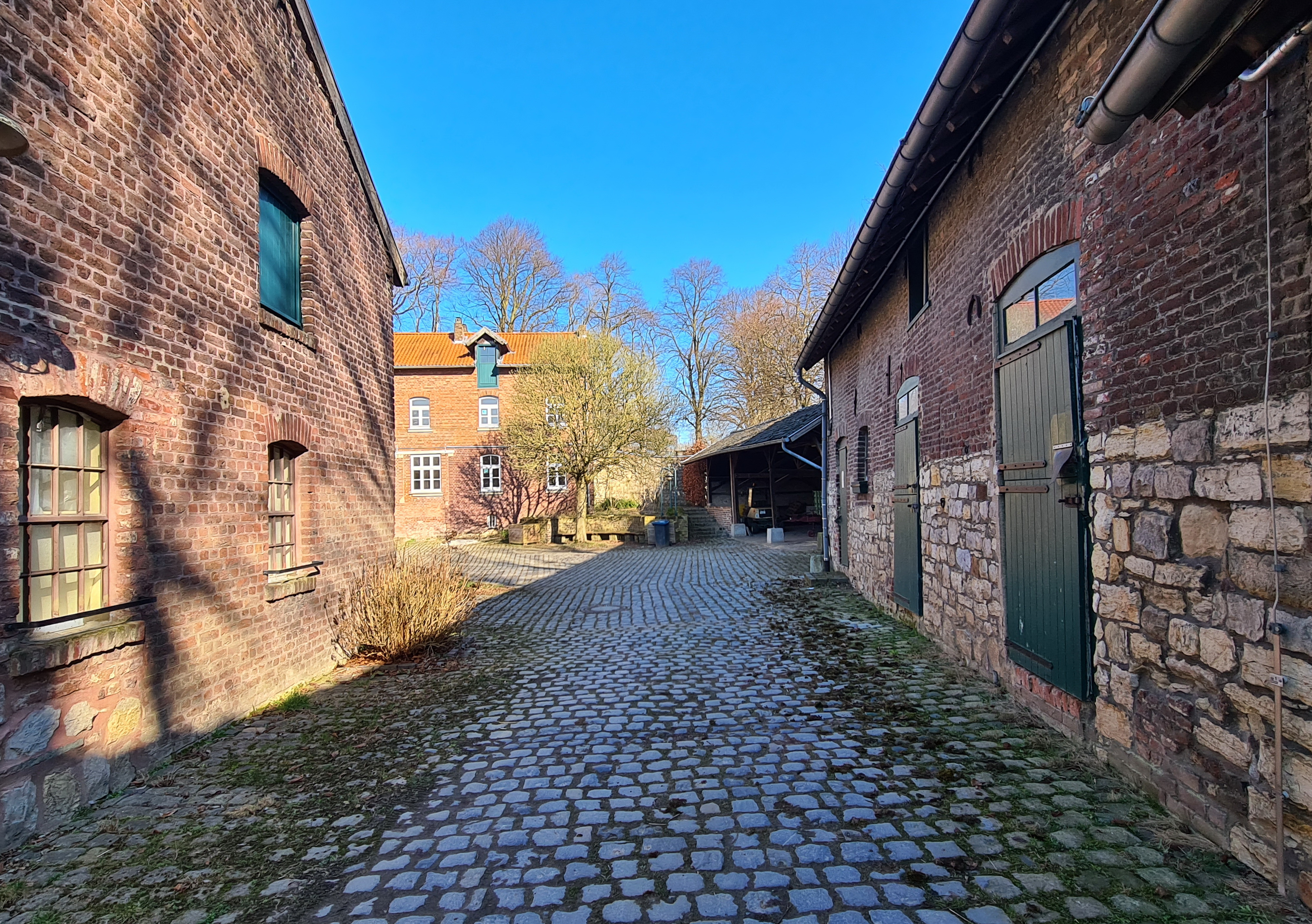
Hofzijde, oostelijke entree
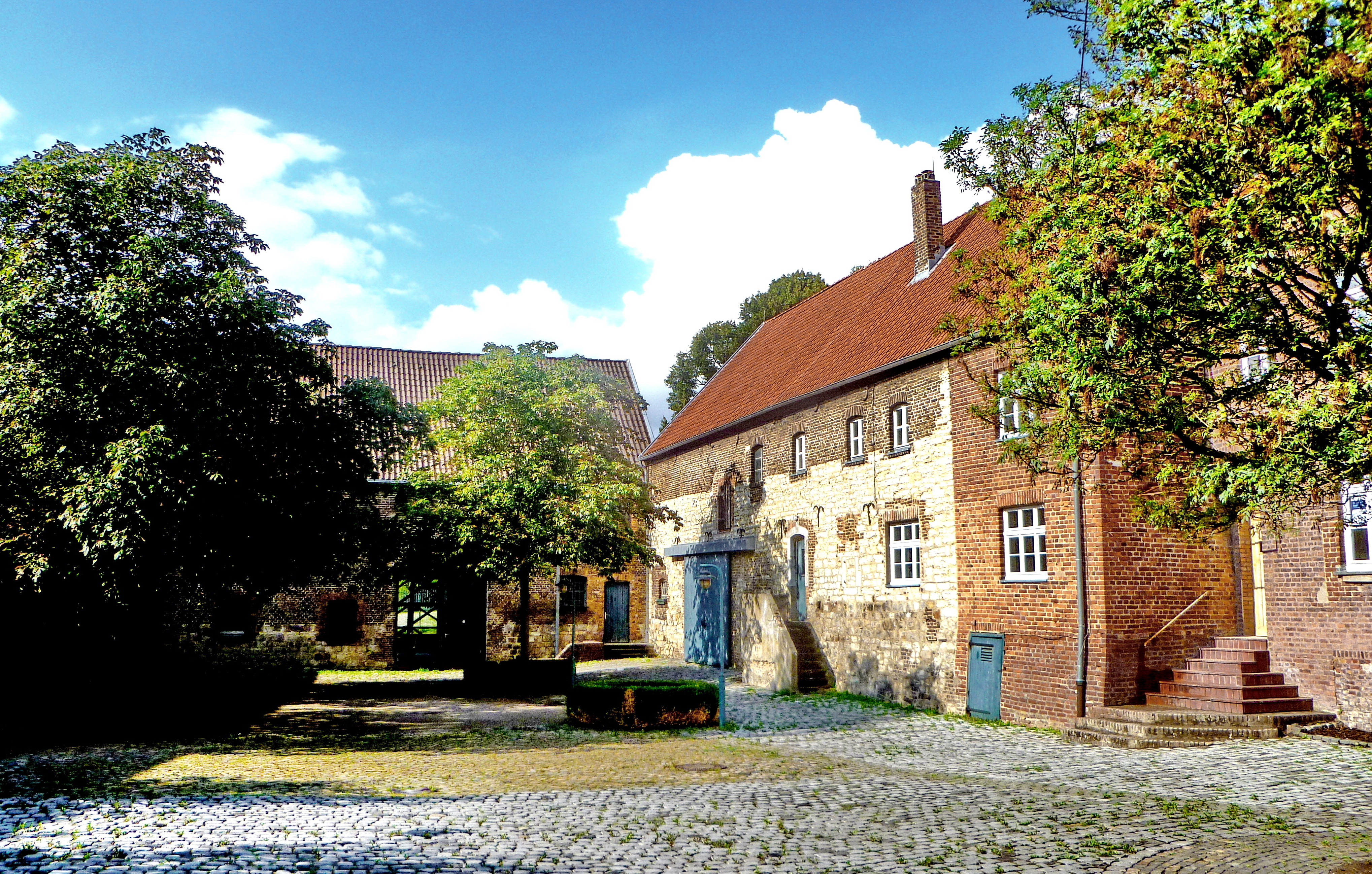
Hofzijde, woonhuis en schuur
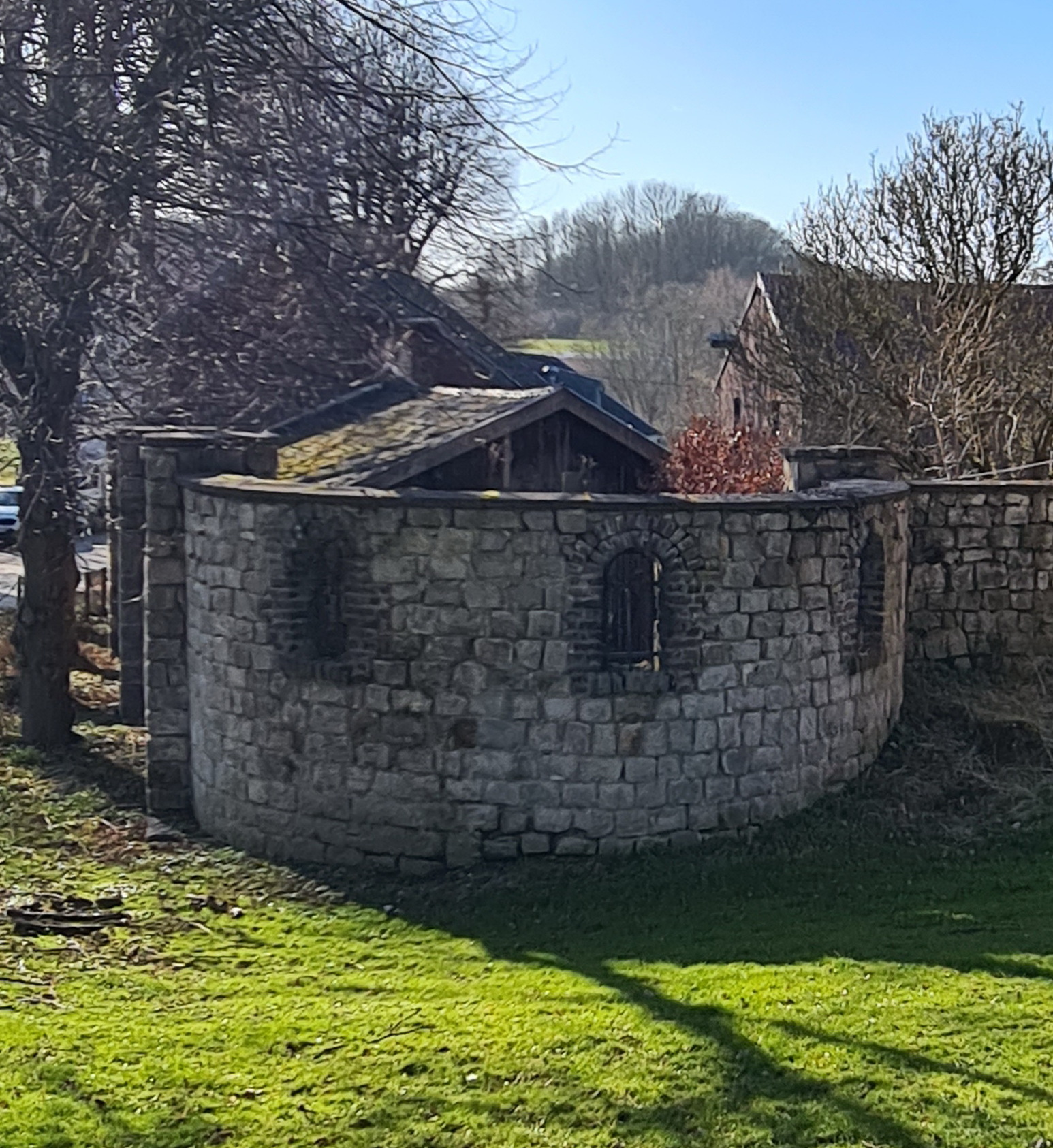
Apsis kapel
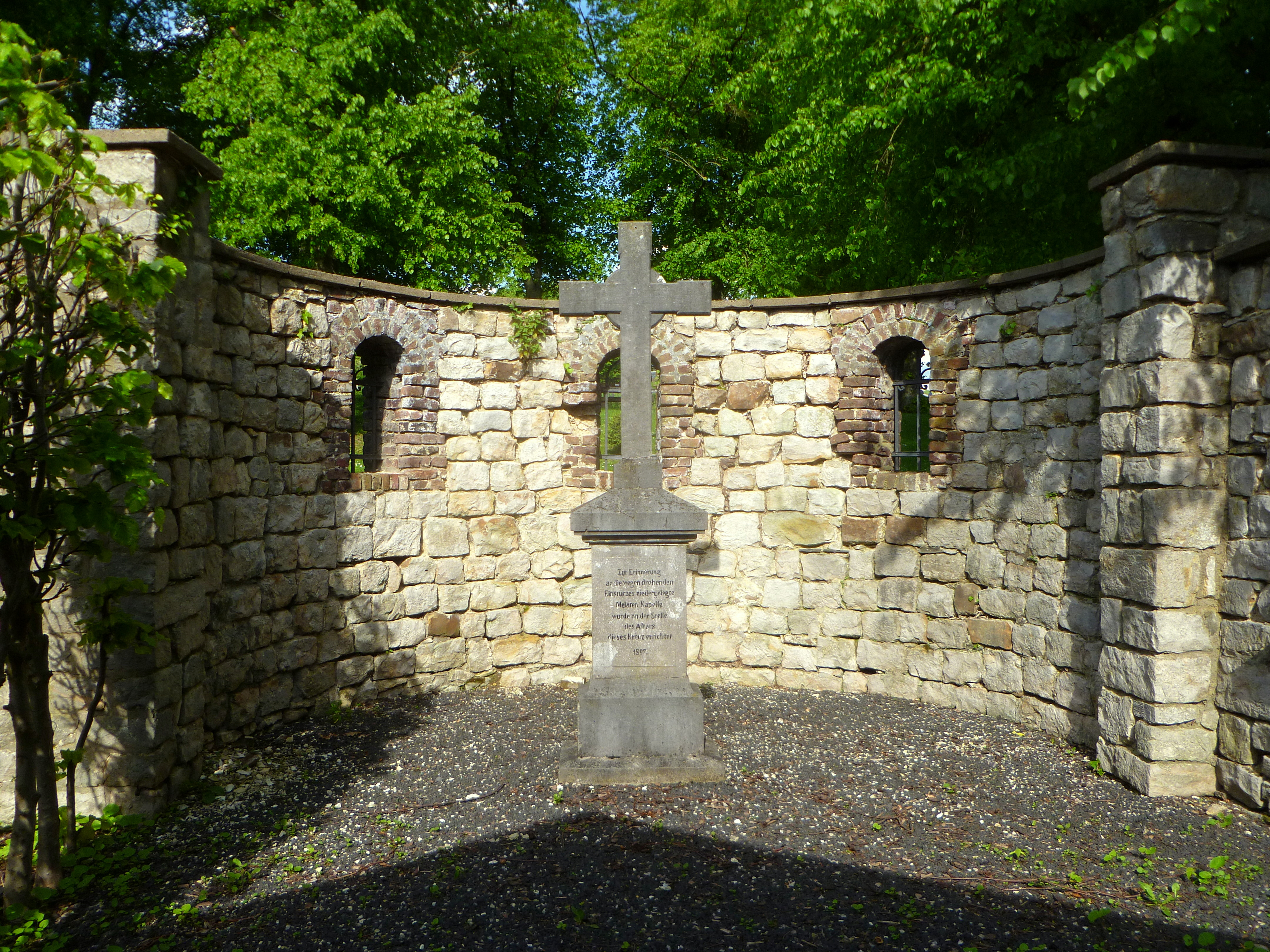
Idem, interieur
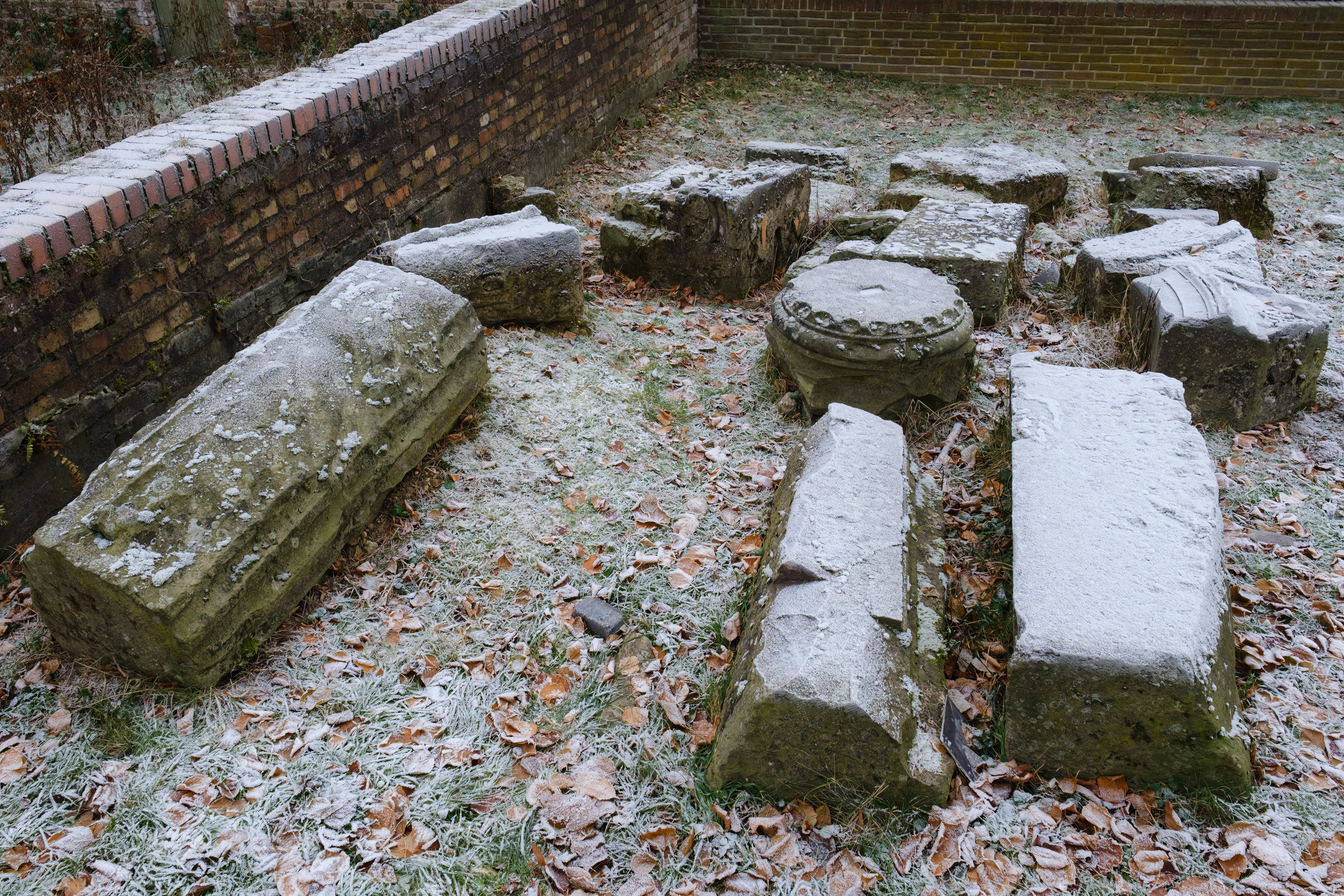
Bouwgrafmenten

## Botanische tuin; omgeving
Rondom de hoeve Melaten is in de jaren 1990 een hortus botanicus aangelegd. Deze wordt onderhouden door leden van de in 1985 opgerichte Freundeskreis Botanischer Garten Aachen e.V., die in een van de gebouwen van het complex is gevestigd. Een bijzonder onderdeel van de botanische tuin is de in 2000 geopende Karlsgarten, genoemd naar Karel de Grote en aangelegd volgens de principes uiteengezet in het vroegmiddeleeuwse geschrift Capitulare de villis vel curtis imperii. Het humoristische standbeeld van Karel de Grote is van de hand van Alfred Mevissen. Op het landgoed bevinden zich tevens enkele proeftuinen, een proefvijver en een boomgaard met oude fruitrassen, onderdeel van het 6 hectare grote Biokybernetisches Zentrum Aachen.

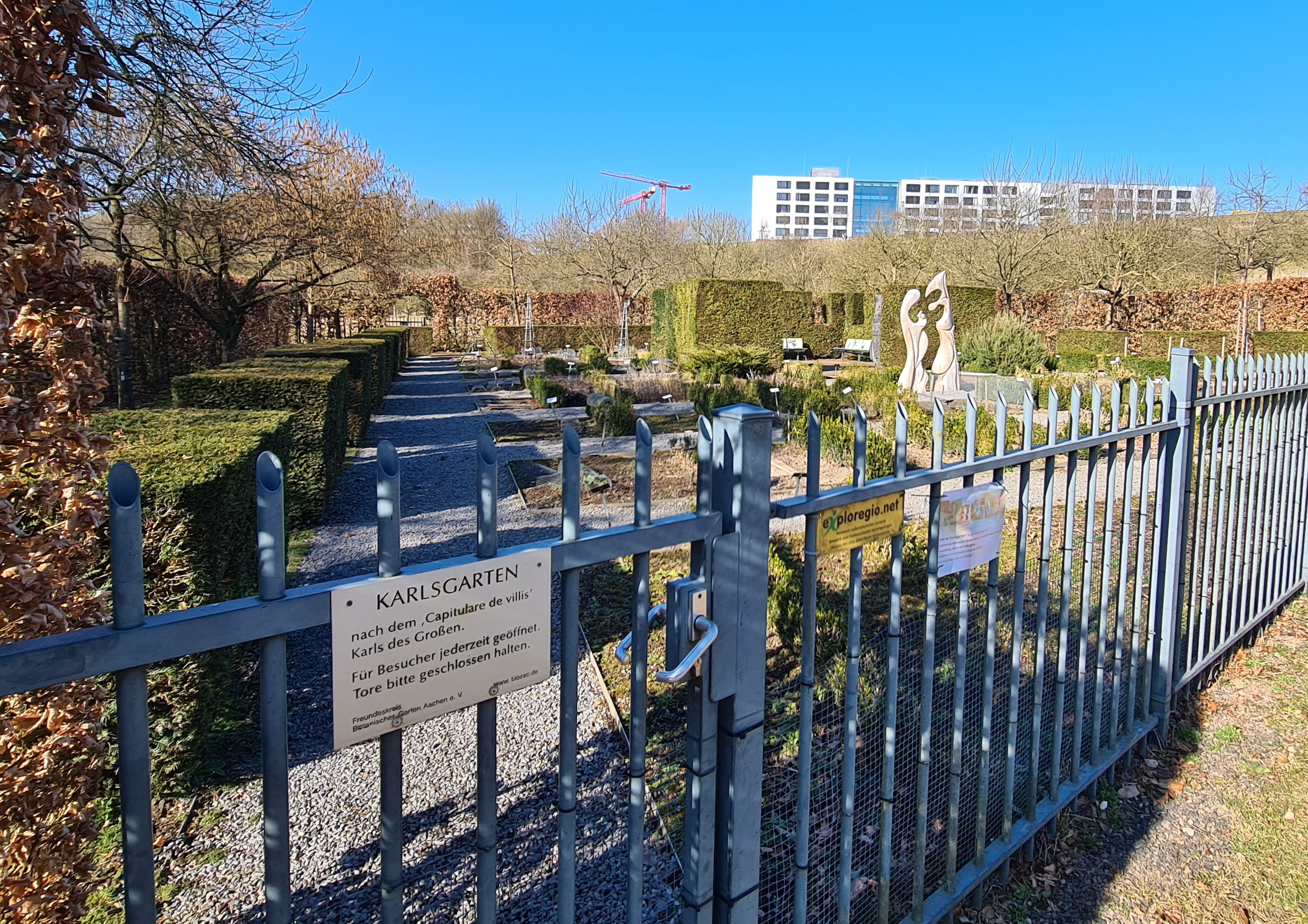
Karlsgarten, entree
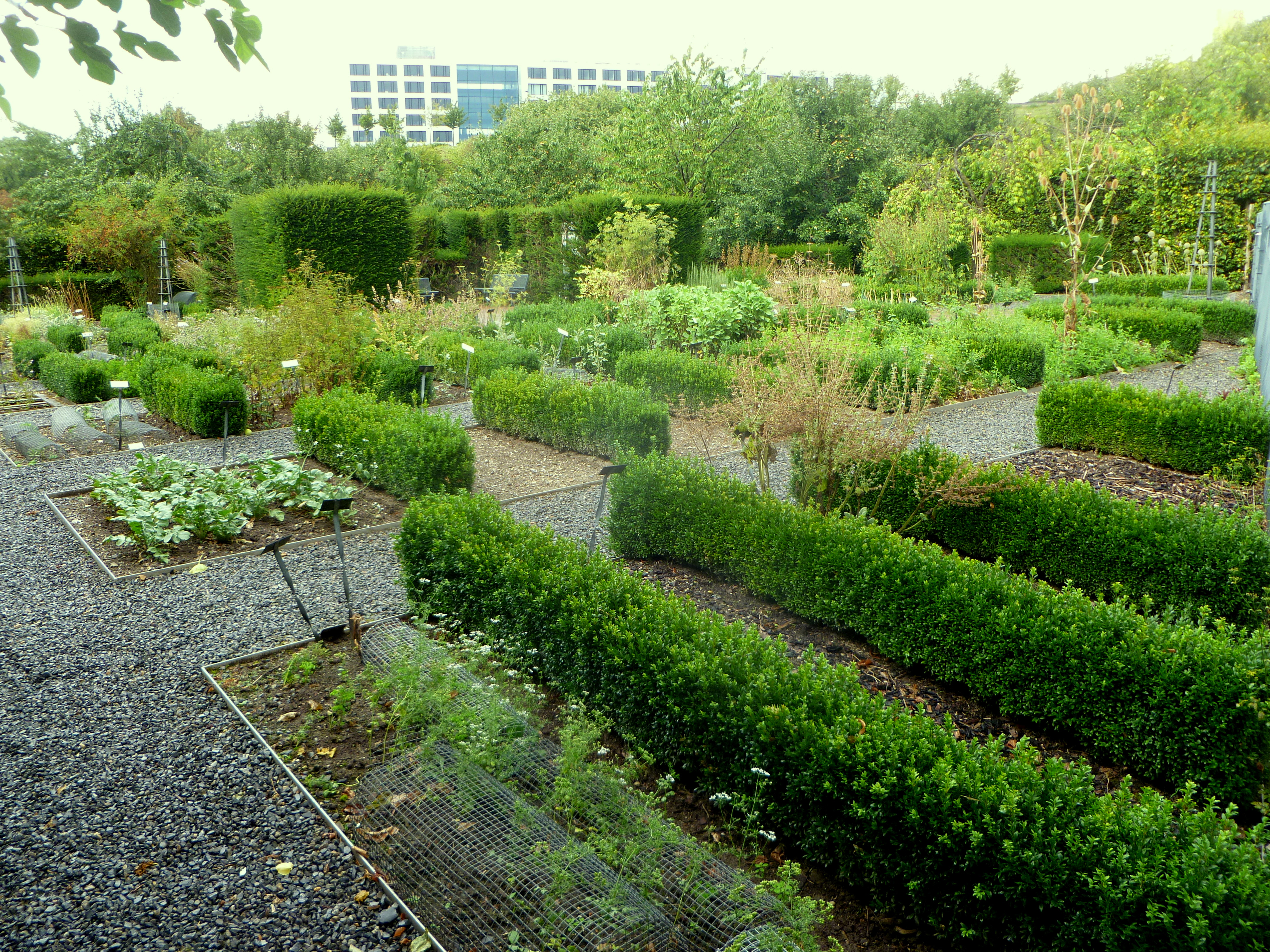
Karlsgarten, overzicht
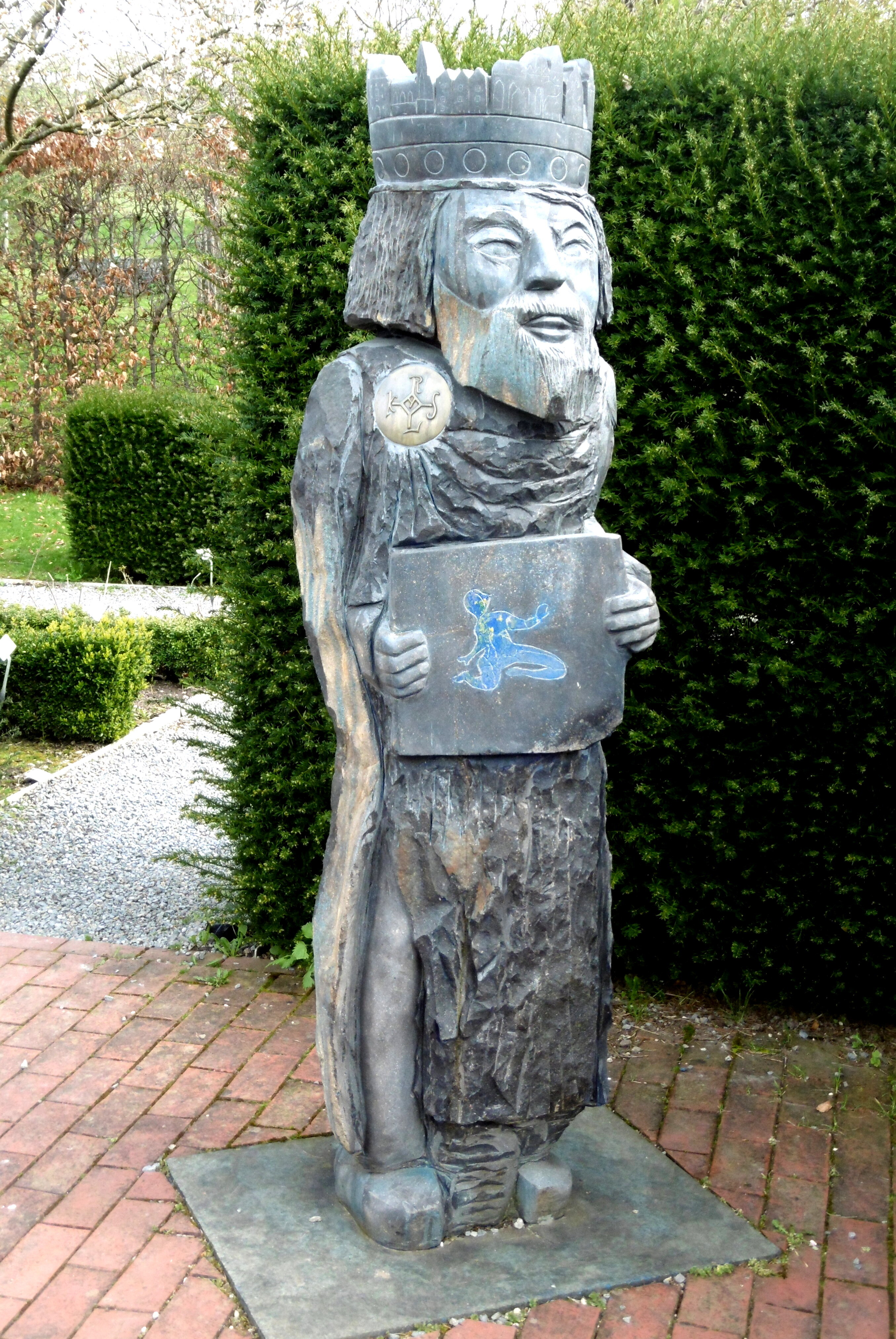
Karel de Grote
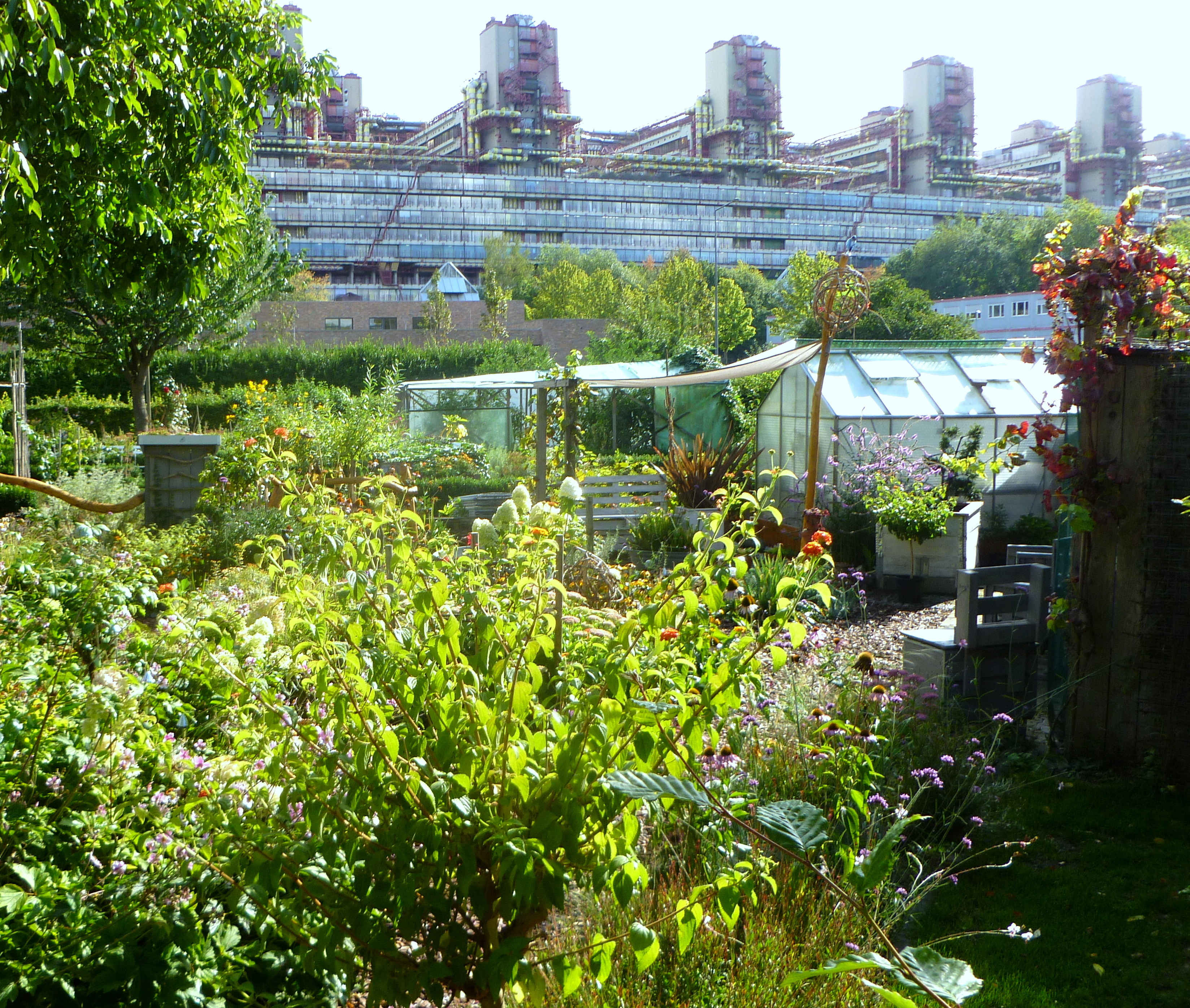
Herbariumtuin
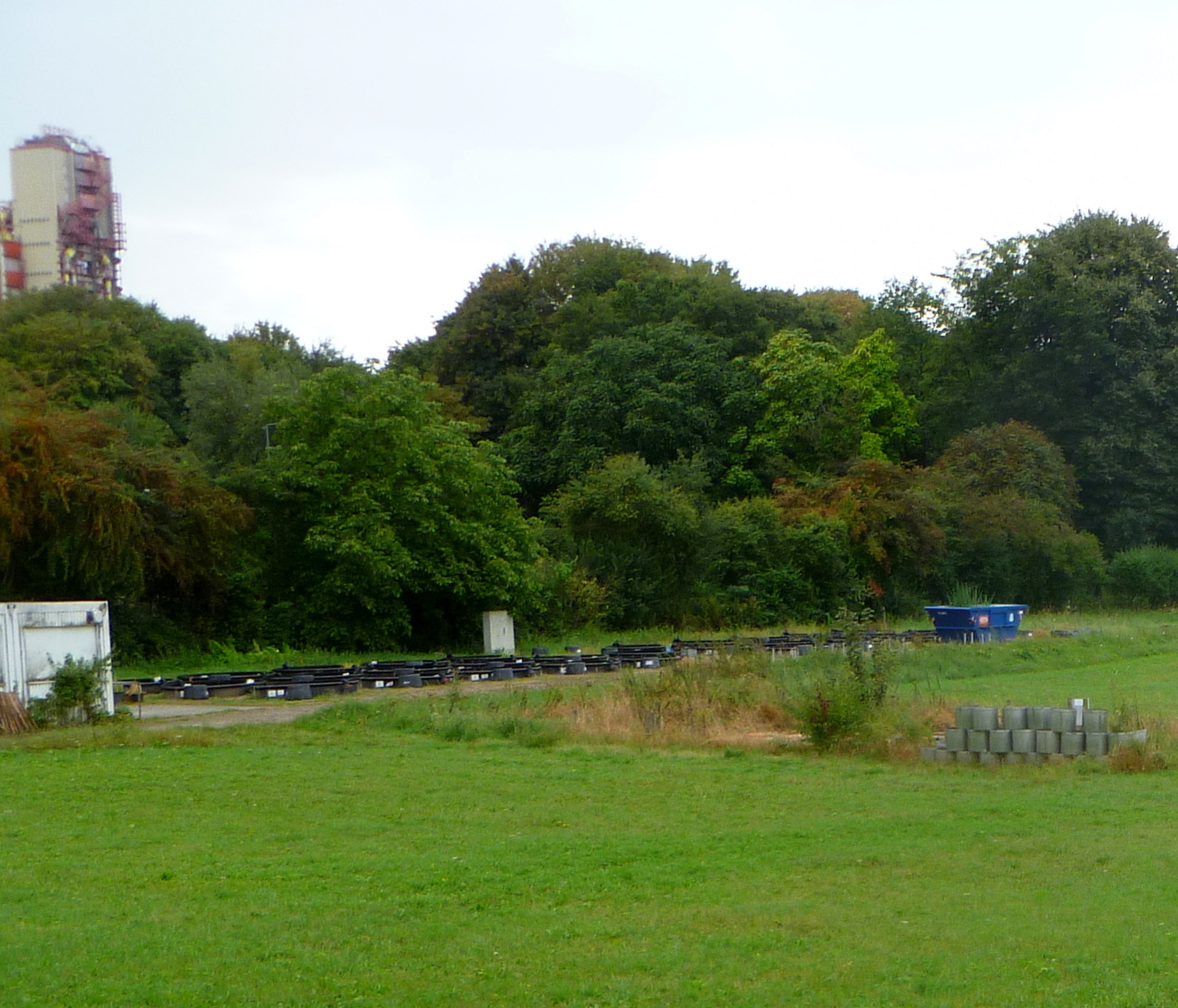
Proefveld Rabental
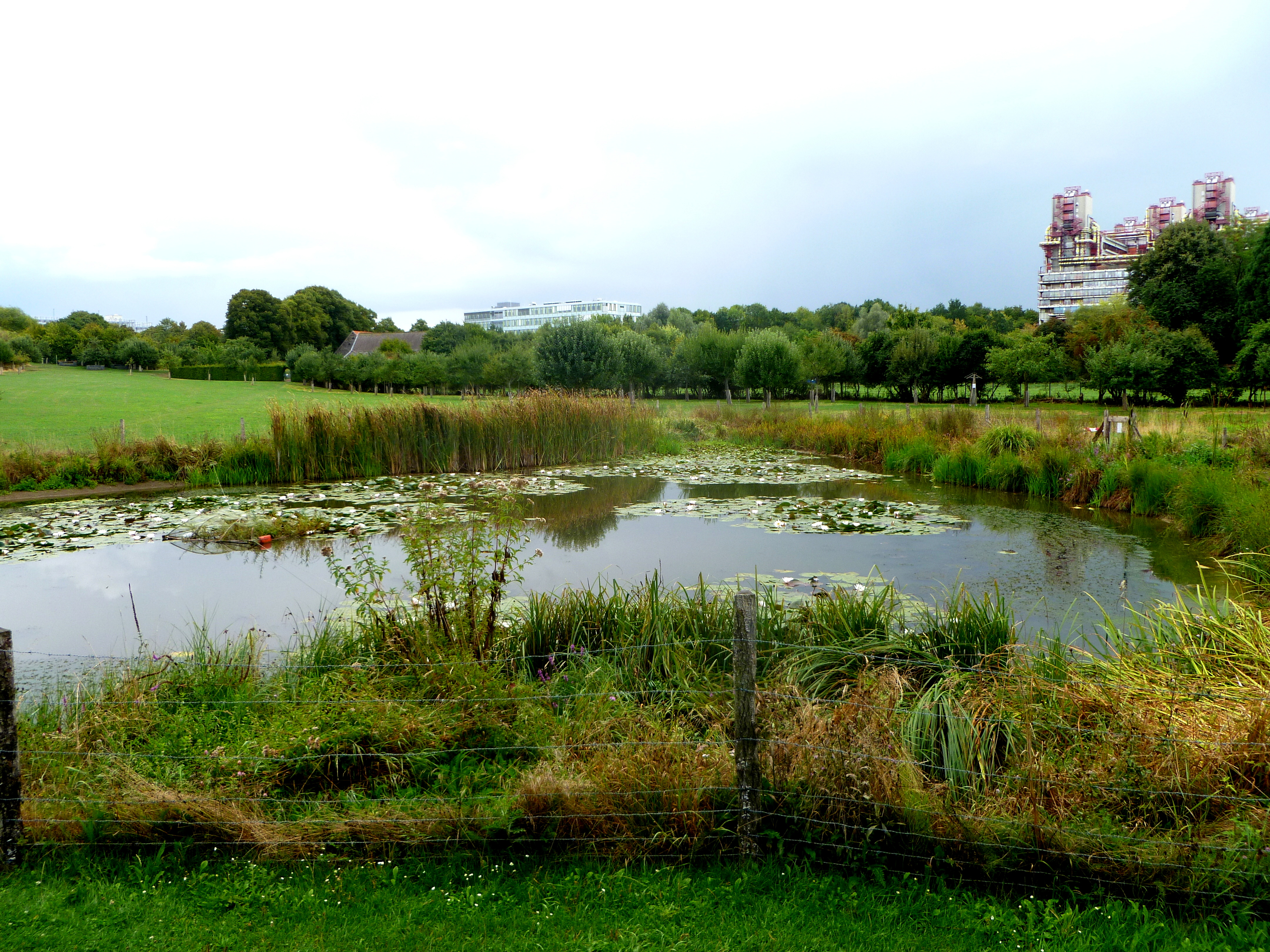
Proefvijver Rabental
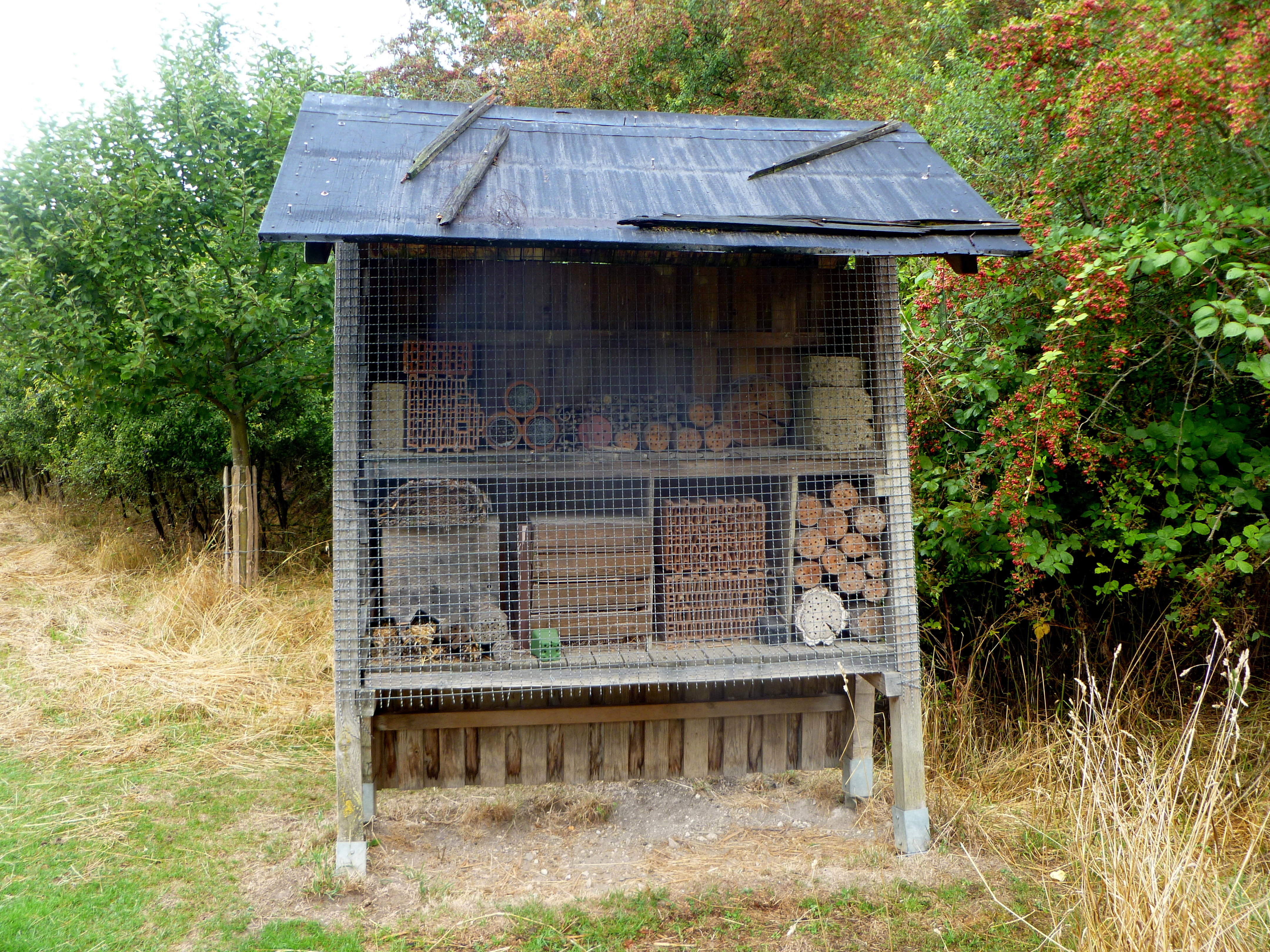
Insectenhotel